# Аліпов Олексій Олександрович
Олексій Олександрович Аліпов  (рос. Алексей Александрович Алипов, 7 серпня 1975) — російський стрілець, олімпійський чемпіон.

## Виступи на Олімпіадах
| Олімпіада   | Дисципліна       | Місце |
| ----------- | ---------------- | ----- |
| Сідней 2000 | траншейний стенд | 9T    |
| Сідней 2000 | дубль-трап       | 14T   |
| Афіни 2004  | траншейний стенд | 1     |
| Пекін 2008  | траншейний стенд | 3     |